# 少年のこころ
『少年のこころ』は、近藤真彦の37作目のシングル。1992年5月21日に発売された。発売元はソニー・レコード。

## 概要
1991年12月21日に発売されたアルバム『無頼派』からのシングル・カット。近藤は今作でデビュー後初めてアルバムからのリカットシングルを発売した。
今作以降、近藤のシングルに表題曲オリジナルカラオケが収録されている。

## 収録曲
1. 少年のこころ
作詞・作曲：歌川和彦／編曲：重実徹
2. WISE GUY
作詞・作曲・編曲：歌川和彦
3. 少年のこころ（オリジナル・カラオケ）